# بازآرایی ولف
بازآرایی ولف (به انگلیسی: Wolff rearrangement) گونه ای از واکنش بازآرایی است که در آن یک آلفا-دی آزو-کتون به یک کتون تبدیل می‌شود. این واکنش نخستین بار توسط شیمیدان آلمانی لودویگ ولف در سال ۱۹۰۲ میلادی معرفی شد.
این واکنش در حضور کاتالیست‌هایی حاوی فلزات واسطه مانند اکسید نقره یا نور و حرارت انجام می‌پذیرد.